# Verolme Verenigde Scheepswerven
Der niederländische Schiffbaukonzern Verolme Verenigde Scheepswerven NV (VVSW), international bekannter als Verolme United Shipyards, bestand von 1958 bis 1971. Die Werftengruppe war einige Jahre das größte niederländische Schiffbauunternehmen.

## Geschichte
Die Werftengruppe entstand am 10. August 1958 durch den Zusammenschluss von vier Werften des niederländischen Schiffbaumagnaten Cornelis Verolme. Folgende Werften bildeten die Gründungsgruppe:
- Verolme Machinefabriek IJsselmonde in IJsselmonde
- Verolme Scheepswerf Alblasserdam in Alblasserdam
- Verolme Scheepswerf Heusden in Heusden
- Verolme Dok en Scheepsbouw Maatschappij (VDSM) in Rozenburg

Durch die Entwicklung zum Bau immer größerer Schiffseinheiten florierte die Verolme-Gruppe und konnte in den folgenden Jahren folgende weitere Werften in ihren Verbund eingliedern:
- Verolme Cork Dockyard in Cobh, Irland
- Verolme Estaleiros Reunidos do Brasil in Jacuecanga, bei Angra dos Reis (RJ), Brasilien
(seit 2000 Tochter der Keppel Corporation, Singapur, mit Namen Keppel BrasFELS)
- Verolme Elektra in Maassluis
- Nederlandsche Dok en Scheepsbouw Maatschappij in Amsterdam

Im Laufe der 1960er Jahre geriet die europäische Schiffbauindustrie durch die Konkurrenz der kostengünstiger arbeitenden japanischen Werften zusehends unter Druck. Nachdem schon am 4. März 1966 die Rotterdamsche Droogdok Maatschappij mit der Werft Koninklijke Maatschappij „De Schelde“ und der Motorenfabriek Thomassen zur Rijn-Schelde Machinefabrieken en Scheepswerven (RSMS) fusioniert waren, schloss sich Wilton-Fijenoord am 3. Juli 1968 auf Druck der Regierung dem Verbund an. Ebenfalls auf Regierungsdruck trat die in finanzielle Schieflage geratene Verolme Verenigde Scheepswerven zum 1. Januar 1971 der Gruppe bei, die daraufhin als Rijn-Schelde-Verolme Machinefabrieken en Scheepswerven (RSV) firmierte. Am 6. April 1983 ging die RSV in Konkurs.
Nach der Entflechtung des bankrotten Konzern wurden einige lebensfähige Werftbetriebe weitergeführt und andere verkauft oder geschlossen.